# Перелік найпівнічніших

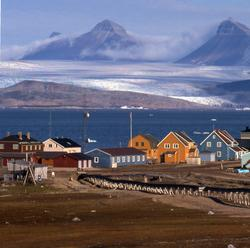
Ню-Олесунн на 79°N — розташування найпівнічнішого готелю, ресторану, статуї, кемпінгу.

У статті наводиться (неповний) перелік найпівнічніших географічних об'єктів, тварин, рослин, людських творінь.

## Міста та поселення
| Предмет                               | Назва                                                    | Широта/Довгота                                                        |
| ------------------------------------- | -------------------------------------------------------- | --------------------------------------------------------------------- |
| Столиця незалежної країни             | Рейк'явік, Ісландія                                      | 64°08′ пн. ш. 21°56′ зх. д. / 64.133° пн. ш. 21.933° зх. д.           |
| Столиція залежної країни (території)  | Нуук, Гренландія                                         | 64°10′ пн. ш. 51°44′ зх. д. / 64.167° пн. ш. 51.733° зх. д.           |
| Постійне поселення будь-якого розміру | Алерт (станція Канадських збройних сил), Нунавут, Канада | 82°28′ пн. ш. 62°30′ зх. д. / 82.467° пн. ш. 62.500° зх. д.           |
| Місто > 1 000 населення               | Лонг'їр, Шпіцберген, Норвегія                            | 78°13′ пн. ш. 15°33′ сх. д. / 78.217° пн. ш. 15.550° сх. д.           |
| Місто > 5 000 населення               | Тіксі, Росія                                             | 71°38′ пн. ш. 128°52′ сх. д. / 71.633° пн. ш. 128.867° сх. д.         |
| Місто > 50 000 населення              | Тромсьо, Норвегія                                        | 69°40′33″ пн. ш. 18°55′10″ сх. д. / 69.67583° пн. ш. 18.91944° сх. д. |
| Місто > 100 000 населення             | Норильськ, Росія                                         | 69°21′ пн. ш. 88°12′ сх. д. / 69.350° пн. ш. 88.200° сх. д.           |
| Місто > 250 000 населення             | Мурманськ, Росія                                         | 68°58′ пн. ш. 33°05′ сх. д. / 68.967° пн. ш. 33.083° сх. д.           |
| Місто > 1 000 000 населення           | Санкт-Петербург, Росія                                   | 59°57′ пн. ш. 30°18′ сх. д. / 59.950° пн. ш. 30.300° сх. д.           |
| Місто > 10 000 000 населення          | Москва, Росія                                            | 55°45′ пн. ш. 37°29′ сх. д. / 55.750° пн. ш. 37.483° сх. д.           |

## Географія
| Предмет                                               | Назва                                           | Широта/Довгота |
| ----------------------------------------------------- | ----------------------------------------------- | --- |
| Острів                                                | Кафеклуббен, Гренландія, Данія                  | 83°40′ пн. ш. 29°50′ зх. д. / 83.667° пн. ш. 29.833° зх. д.                                                            |
| Активний вулкан                                       | Біренберґ (норв. Beerenberg), Ян-Маєн, Норвегія | 71°4′36″ пн. ш. 8°9′52″ зх. д. / 71.07667° пн. ш. 8.16444° зх. д.                                                      |
| Кораловий атол                                        | Атол Куре, Гаваї, США                           | 28°25′16″ пн. ш. 178°19′55″ зх. д. / 28.42111° пн. ш. 178.33194° зх. д.                                                |
| Озеро                                                 | Озеро Північний полюс, Північний полюс          | 85° пн. ш. 5° зх. д. / 85° пн. ш. 5° зх. д.                                                                            |
| Місцини, де всі середньомісячні температури вище нуля | Верьой та Рьост, Лофотенські острови            | 67°40′ пн. ш. 12°40′ сх. д. / 67.667° пн. ш. 12.667° сх. д. 67°31′ пн. ш. 12°5′ сх. д. / 67.517° пн. ш. 12.083° сх. д. |

## Природа

### Тварини
| Предмет                     | Назва                                 | Широта/Довгота                                                       |
| --------------------------- | ------------------------------------- | -------------------------------------------------------------------- |
| Кораловий риф               | біля північних берегів Норвегії       | 71°15′ пн. ш. 25°0′ сх. д. / 71.250° пн. ш. 25.000° сх. д.           |
| Колонія кажанів (дика)      | Рундхауг, Маальселв (Трумс), Норвегія | 68°58′30″ пн. ш. 19°3′52″ сх. д. / 68.97500° пн. ш. 19.06444° сх. д. |
| Колонія приматів (не людей) | Півострів Сімо-Кіта, Хонсю, Японія    | 41°32′ пн. ш. 140°55′ сх. д. / 41.533° пн. ш. 140.917° сх. д.        |
| Плазуни: Ящірка живородна   | Скандинавія та Росія                  | близько 68°N                                                         |

### Рослини
У переліку наводяться лише ті рослини, які зустрічаються на вказаних широтах у диких умовах.

#### Загальне
| Предмет                                                  | Назва                                                                                       | Широта/Довгота                                                |
| -------------------------------------------------------- | ------------------------------------------------------------------------------------------- | ------------------------------------------------------------- |
| Ліс                                                      | Лукунський ліс з модрини даурської, на південь від річки Хатанги, Красноярський край, Росія | 72°31′ пн. ш. 105°03′ сх. д. / 72.517° пн. ш. 105.050° сх. д. |
| Пальми (Європейська карликова пальма Chamaerops humilis) | Єр, середземноморське узбережжя Франції та Капрая-Ізола, італійській острів                 | 43°42′ пн. ш. 7°15′ сх. д. / 43.700° пн. ш. 7.250° сх. д.     |
| Квітка                                                   | Ломикамінь супротивнолистий на острові Кафеклуббен                                          | 83°40′ пн. ш. 29°50′ зх. д. / 83.667° пн. ш. 29.833° зх. д.   |

#### Кущі
| Предмет                              | Назва                                    | Широта/Довгота |
| ------------------------------------ | ---------------------------------------- | -------------- |
| Верба (Арктична верба Salix arctica) | досягає північних меж землі в Гренландії |                |

#### Дерева
див.також лінія лісу
| Предмет                                    | Назва                                                                             | Широта/Довгота |
| ------------------------------------------ | --------------------------------------------------------------------------------- | --- |
| Модрина (Модрина даурська Larix gmelinii)  | Бл. 150 км на захід від гирла річки Хатанга, Таймирський півострів, Сибір, Росія. | 73°04′32″ пн. ш. 102°00′00″ сх. д. / 73.07556° пн. ш. 102.00000° сх. д. ці координати є найбільш північними для будь-якого дерева (це повзучий вид модрини даурської) |
| Ясен (Ясен звичайний Fraxinus excelsior)   | Лексвік та Фроста (Нур-Тренделаг), Норвегія                                       | |
| Буковий ліс (Бук лісовий Fagus sylvatica)  | [Селище Сейм у Ліннасі, (Гордалан), Норвегія                                      | |
| В'язовий ліс (В'яз шорсткий Ulmus glabra)  | Бейярн (Нурланн), Норвегія                                                        | |
| Падуб гостролистовий (Ilex aquifolium)     | Бремсне в Аверей, (Мере-ог-Ромсдал), Норвегія                                     | |
| Ліщина звичайна (Corylus avellana)         | Природний заповідник Престегардскоген, Стайген (Нурланн), Норвегія                | |
| Липа (Липа серцелиста Tilia cordata)       | Бренней (Нурланн), Норвегія                                                       | |
| Дубовий ліс (Дуб черешчатий Quercus robur) | Едея в Смелі (Мере-ог-Ромсдал), Норвегія                                          | |

## Дозвілля

### Культура та музика
| Предмет                  | Назва                                            | Широта/Довгота                                                        |
| ------------------------ | ------------------------------------------------ | --------------------------------------------------------------------- |
| Блюзовий фестиваль       | Dark Season Blues, Лонг'їр, Шпіцберген, Норвегія | 78°15′ пн. ш. 15°31′ сх. д. / 78.250° пн. ш. 15.517° сх. д.           |
| Симфонічний оркестр      | Камерний оркестр Тромсе, Тромсе, Норвегія        | 69°38′50″ пн. ш. 18°57′20″ сх. д. / 69.64722° пн. ш. 18.95556° сх. д. |
| Фестиваль соулу та блюзу | Alta Soul & Blues Festival, Алта, Норвегія       | 69°56′ пн. ш. 23°18′ сх. д. / 69.933° пн. ш. 23.300° сх. д.           |
| Музей                    | Музей Шпіцбергену, Шпіцберген, Норвегія          | 78°13′ пн. ш. 15°38′ сх. д. / 78.217° пн. ш. 15.633° сх. д.           |

### Спорт
| Предмет                           | Назва                                                    | Широта/Довгота                                                     |
| --------------------------------- | -------------------------------------------------------- | ------------------------------------------------------------------ |
| Лижний курорт                     | Тромсе, Норвегія                                         | 69°40′ пн. ш. 19°04′ сх. д. / 69.667° пн. ш. 19.067° сх. д.        |
| Гірськолижний центр               | Алта, Норвегія                                           | 70°2′5″ пн. ш. 23°32′9″ сх. д. / 70.03472° пн. ш. 23.53583° сх. д. |
| Поле для гольфу на 9 лунок        | Присілок Ulukhaktok, Північно-західні території, Канада] | 70°44′ пн. ш. 117°45′ зх. д. / 70.733° пн. ш. 117.750° зх. д.      |
| Американський футбол, команда ВНЗ | Місто Барроу, Аляска, США                                | 71°17′ пн. ш. 156°45′ зх. д. / 71.283° пн. ш. 156.750° зх. д.      |
| Боулінг                           | Алерт, Нунавут, Канада                                   | 82°30′ пн. ш. 62°19′ зх. д. / 82.500° пн. ш. 62.317° зх. д.        |

## Релігія

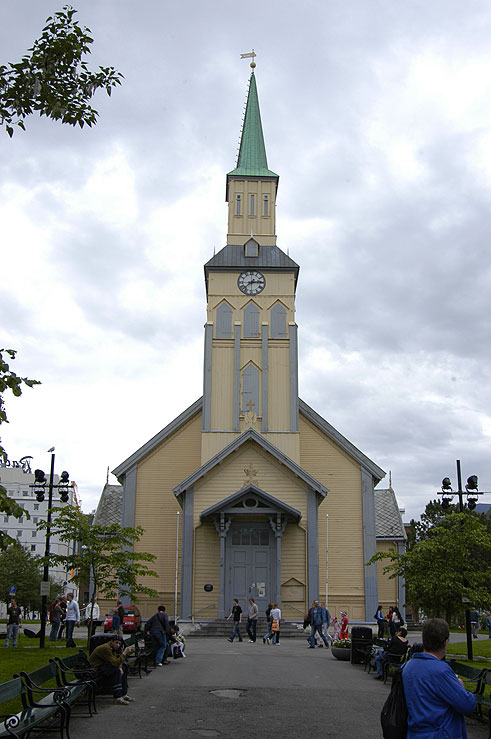
Кафедральний собор, Тромсе

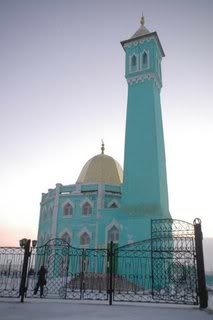
мечеть Нурд Камал, Норильськ

| Предмет  | Назва                                             | Широта/Довгота                                                                 |
| -------- | ------------------------------------------------- | ------------------------------------------------------------------------------ |
| Церква   | Церква Шпіцбергену, Лонг'їр, Шпіцберген, Норвегія | 78°13′ пн. ш. 15°33′ сх. д. / 78.217° пн. ш. 15.550° сх. д.                    |
| Синагога | Мурманськ, Росія                                  | 68°58′ пн. ш. 33°05′ сх. д. / 68.967° пн. ш. 33.083° сх. д.                    |
| Мечеть   | Мечеть Нурд Камал, Норильськ, Росія               | 69°20′27.19″ пн. ш. 88°12′3.21″ сх. д. / 69.3408861° пн. ш. 88.2008917° сх. д. |

## Освіта
| Предмет               | Назва                                                                           | Широта/Довгота                                              |
| --------------------- | ------------------------------------------------------------------------------- | ----------------------------------------------------------- |
| Університет           | Університет Тромсе, Тромсе, Норвегія                                            | 69°40′ пн. ш. 18°56′ сх. д. / 69.667° пн. ш. 18.933° сх. д. |
| Інститут вищої освіти | Університетський центр у Свальбарді (Шпіцберґен), Лонг'їр, Шпіцберген, Норвегія | 78°13′ пн. ш. 15°36′ сх. д. / 78.217° пн. ш. 15.600° сх. д. |

## Транспорт
| Предмет                                            | Назва                                                                              | Широта/Довгота                                                         |
| -------------------------------------------------- | ---------------------------------------------------------------------------------- | ---------------------------------------------------------------------- |
| Залізниця                                          | Залізнична лінія «Обська — Бованенково — Карська», Ямал, Росія, власність Газпрому | 70°22′30″ пн. ш. 68°40′12″ сх. д. / 70.37500° пн. ш. 68.67000° сх. д.  |
| Станція метро                                      | станція метро Мелунмекі (фін. Mellunmäki), Гельсінський метрополітен, Фінляндія    | 60°14′21″ пн. ш. 25°6′39″ сх. д. / 60.23917° пн. ш. 25.11083° сх. д.   |
| Автомагістраль                                     | Торніо-Кемі, Фінляндія (фінська національна траса 29/європейська траса E8)         | 65°50′ пн. ш. 24°20′ сх. д. / 65.833° пн. ш. 24.333° сх. д.            |
| Аеропорт, постійний, з рейсами, але не регулярними | Аеропорт Алерт, Нунавут, Канада                                                    | 82°31′04″ пн. ш. 062°16′50″ зх. д. / 82.51778° пн. ш. 62.28056° зх. д. |
| Аеропорт, постійний, з регулярними рейсами         | Аеропорт Свальбард, Лонг'їр, Шпіцберген, Норвегія                                  | 78°14′46″ пн. ш. 15°27′56″ сх. д. / 78.24611° пн. ш. 15.46556° сх. д.  |
| Міст                                               | Міст Хавосун (норв. Havøysund)                                                     | 70°59′40″ пн. ш. 24°38′52″ сх. д. / 70.9945° пн. ш. 24.6477° сх. д.    |

## Заклад мережі швидкого харчування
| Предмет     | Назва             | Широта/Довгота                                                          |
| ----------- | ----------------- | ----------------------------------------------------------------------- |
| McDonald's  | Мурманськ, Росія  | 68°58′13″ пн. ш. 33°04′18″ сх. д. / 68.970297° пн. ш. 33.071709° сх. д. |
| Burger King | Тромсьо, Норвегія | 69°40′18″ пн. ш. 18°55′15″ сх. д. / 69.671642° пн. ш. 18.920732° сх. д. |

## Інше
| Предмет                       | Назва | Широта/Довгота                                                                                  |
| ----------------------------- | --- | ----------------------------------------------------------------------------------------------- |
| Ботанічний сад                | Tromsø Botaniske Hage, Тромсе, Норвегія                                                                                     | 69°40′ пн. ш. 18°56′ сх. д. / 69.667° пн. ш. 18.933° сх. д.                                     |
| Комерційний виноградник       | Lerkekåsa Vineyard, Eventyrvin AS, Гварв, Телемарк, Норвегія                                                                | 59°40′ пн. ш. 09°19′ сх. д. / 59.667° пн. ш. 9.317° сх. д.                                      |
| Виноградник                   | АЕС Олкілуото, Фінляндія | 61°14′ пн. ш. 21°26′ сх. д. / 61.233° пн. ш. 21.433° сх. д.                                     |
| Оливковий гай                 | Анґлсі, Уельс, Велика Британія                                                                                              | 53°25′ пн. ш. 04°25′ зх. д. / 53.417° пн. ш. 4.417° зх. д.                                      |
| Броварня                      | Mack Bryggeri, Балсфйорд у Трумс, Норвегія                                                                                  | 69°40′ пн. ш. 018°56′ сх. д. / 69.667° пн. ш. 18.933° сх. д.                                    |
| Дипломатичне представництво   | Генеральне консульство РФ у Баренцбурзі, Шпіцберген, Норвегія                                                               | 78°04′ пн. ш. 014°13′ сх. д. / 78.067° пн. ш. 14.217° сх. д.                                    |
| Фортеця                       | Фортеця Вардехус, Варде, Фіннмарк, Норвегія                                                                                 | 70°22′20″ пн. ш. 31°5′40″ сх. д. / 70.37222° пн. ш. 31.09444° сх. д.                            |
| Середньовічний кам'яний замок | Олафінлінна, Савонлінна, Фінляндія                                                                                          | 61°51′50″ пн. ш. 28°54′0″ сх. д. / 61.86389° пн. ш. 28.90000° сх. д.                            |
| Вебкамера                     | Обсерваторія природного навколишнього середовища Північного полюсу, дрейфує в у паковій кризі Північного льодовитого океану | 84°06′ пн. ш. 2°00′ сх. д. / 84.1° пн. ш. 2° сх. д. (серпень, розташування змінюється)          |
| Банкомат                      | Лонг'їр, Шпіцберген, Норвегія                                                                                               | 78°13′ пн. ш. 15°33′ сх. д. / 78.217° пн. ш. 15.550° сх. д.                                     |
| Фортепіано                    | Піраміда (селище) (законсервоване), Шпіцберген, Норвегія                                                                    | 78°41′ пн. ш. 16°24′ сх. д. / 78.683° пн. ш. 16.400° сх. д.                                     |
| Поштове відділення            | Ню-Олесунн, Шпіцберген, Норвегія                                                                                            | 78°55′ пн. ш. 11°56′ сх. д. / 78.917° пн. ш. 11.933° сх. д.                                     |
| Відомі уламки судна           | Судно Breadalbane, біля острова Бічі, Нунавут, Канада                                                                       | 74°41′ пн. ш. 91°50′ зх. д. / 74.683° пн. ш. 91.833° зх. д.                                     |
| Дельфінарій                   | [Särkänniemi, Тампере, Фінляндія                                                                                            | 61°30′19″ пн. ш. 023°44′38″ сх. д. / 61.50528° пн. ш. 23.74389° сх. д. (Координати Särkänniemi) |